# Latènezeitliches Brandgräberfeld Orlenbach
Koordinaten: 50° 9′ 47″ N, 6° 23′ 10″ O
Das Latènezeitliche Brandgräberfeld Orlenbach ist ein latènezeitliches Grabfeld in der Ortsgemeinde Orlenbach im Eifelkreis Bitburg-Prüm in Rheinland-Pfalz.

## Beschreibung
Es handelt sich um ein latènezeitliches Brandgräberfeld nördlich von Orlenbach dicht an der K 121 in Richtung Schloßheck.
Das Gräberfeld lässt sich in die Zeit zwischen dem 5. Jahrhundert und dem 1. Jahrhundert v. Chr. einordnen.

## Archäologische Befunde
Das Gräberfeld wurde erstmals im Jahre 1929 entdeckt. Im Zuge von Straßenbaumaßnahmen wurden die meisten Gräber jedoch zu spät entdeckt und zerstört. Im Jahre 1930 wurde durch das Rheinische Landesmuseum Trier eine Untersuchung durchgeführt, die ergab, dass es sich um Brandgräber gehandelt hat. Man fand insgesamt drei Grabgruben, die in das Schiefergestein eingearbeitet wurden. Neben dem Leichenbrand enthielten die Grabgruben auch vier Bronzefibeln unterschiedlichen Typs. Unter den Beigaben fand sich ferner das Unterteil eines Keramikgefäßes. Anhand dieser Keramik konnten die Gräber in die Latènezeit datiert werden.

## Erhaltungszustand und Denkmalschutz
Die Brandgräber wurden bei den Straßenbauarbeiten weitestgehend zerstört und sind nach den anschließend durchgeführten Untersuchungen nicht mehr vor Ort erhalten. Heute befindet sich das Gräberfeld innerhalb einer Waldfläche.
Das Gräberfeld ist als eingetragenes Kulturdenkmal im Sinne des Denkmalschutzgesetzes des Landes Rheinland-Pfalz (DSchG) unter besonderen Schutz gestellt. Nachforschungen und gezieltes Sammeln von Funden sind genehmigungspflichtig, Zufallsfunde an die Denkmalbehörden zu melden.